# Хајдук Вељко (роман)
Хајдук Вељко је историјски роман српског књижевника Душана Баранина. Роман је први пут објављен 1965. године.

## Тема
Роман описује живот и дела Хајдук-Вељка Петровића, од детињства, преко хајдуковања у чети Станоја Главаша, до јунаштва у Првом српском устанку и погибије у одбрани Неготина 1813. године. Упоредо са Вељковим животом и доживљајима, описано је и српско робовање под Турцима, као и непосредни узроци и ток Првог српског устанка. Поред главног јунака, у роману се појављују све важније личности из устаничке Србије (Карађорђе, Станоје Главаш, Младен Миловановић, Милош Обреновић и други), а детаљно су описане све битке у којима је Вељко учествовао (опсада Београда, битка код Варварина, опсада Неготина и друге). Поред историјских догађаја, велика пажња у роману посвећена је Вељковој љубави са Чучук Станом.